# Ectopatria aspera
Ectopatria aspera là một loài bướm đêm thuộc họ Noctuidae. Nó được tìm thấy ở New South Wales, Nam Úc, Victoria, Tây Úc và New Zealand. Nó được coi là một loài di cư.
Sải cánh dài 36–38 mm.
Cánh trước và ngực có màu xám trắng. Cánh sau có màu trắng với một vùng lông tơ rộng bao quanh đỉnh và lông tơ ở con đực và lông hoàn toàn ở con cái. Con đực có một chùm lông cắt ngắn dày đặc trên xương chày giữa.